# Turismo LGBT

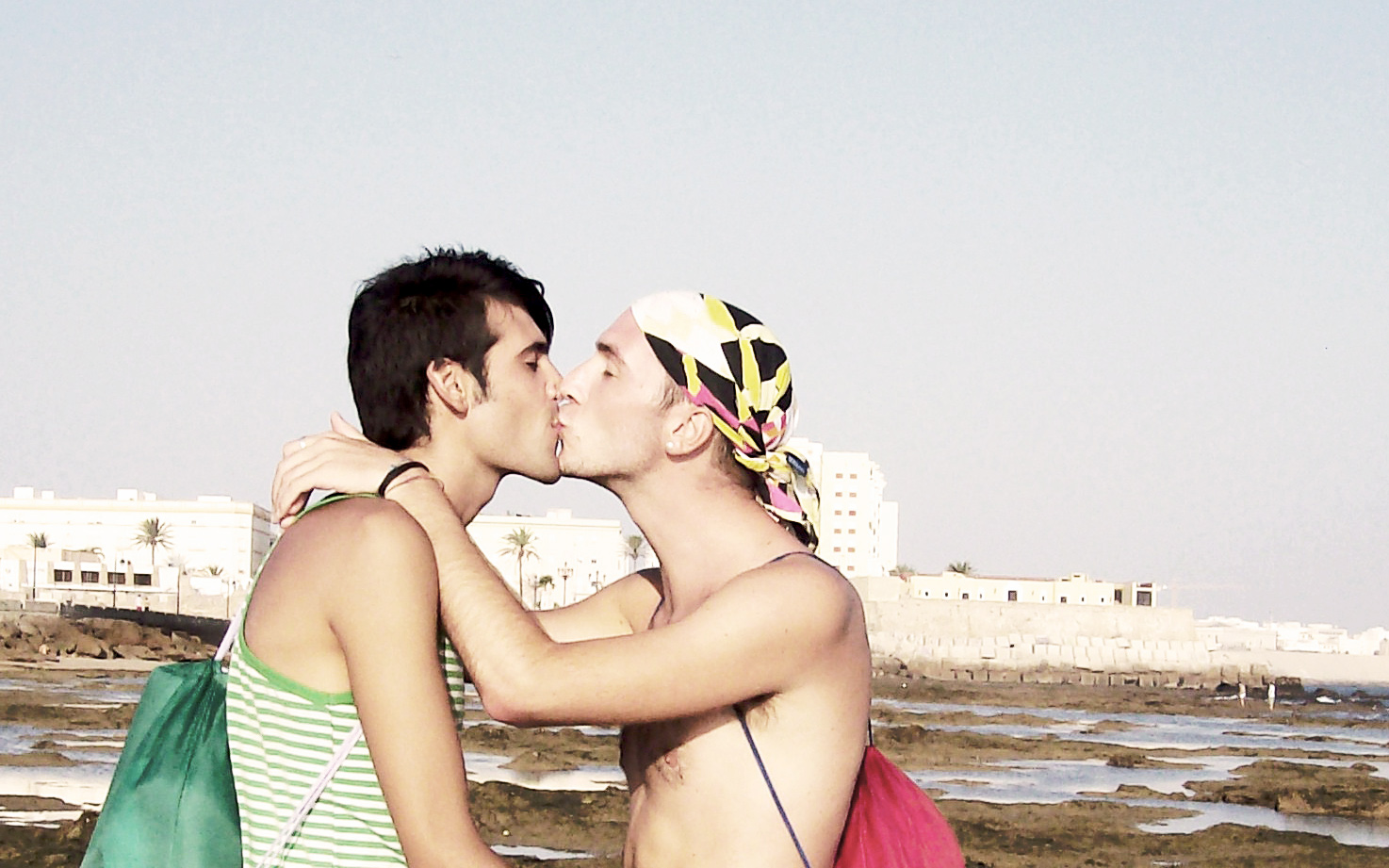
Pareja besándose con la panorámica de Cádiz (Andalucía) de fondo.

El turismo LGBT, a veces también turismo homosexual o  turismo gay, es una modalidad de turismo dirigida a personas de la comunidad LGBT (lesbianas, gais, bisexuales y transexuales) que se ha ido implementando en los últimos años en lugares de amplia aceptación social de la homosexualidad, como lo son principalmente Europa Occidental, Norteamérica y ciertos sitios en El Caribe, con una oferta creciente proveniente también de Sudamérica, en especial de Uruguay, Brasil, Argentina y Colombia. Por lo general quienes toman estos destinos son abiertos en su orientación sexual e identidad de género, pero en su mayoría suelen ser más discretos al momento de viajar dependiendo el lugar, por razones de seguridad personal, en espacios abiertos existen muchos lugares que no aceptan la diversidad sexual y surgen problemas de discriminación sexual y violencia hacia la comunidad homosexual.
La industria del turismo gay se ha visto ampliada en países donde el aporte del turismo al producto interno bruto es importante, considerando el «dinero rosa» y adecuando su oferta turística para este sector, esto incluye agencias de viajes, líneas de cruceros, hoteles, centros de relajación, saunas, clubes nocturnos, bares gay, entre otros lugares y servicios calificados como gay friendly. Compañías de publicidad han dirigido campañas específicamente al público homosexual o incluso han implementado una línea especial para lograr el objetivo de atraer a los turistas. 
El turismo gay no debe confundirse con el turismo sexual, debido a que el propósito no es necesariamente tener relaciones sexuales, sean éstas a cambio de dinero o no. No obstante, algunos destinos ofrecen servicios sexuales gay en lugares donde la prostitución se encuentra regulada.
Por otra parte, aparecen nuevas alternativas para parejas del mismo sexo que desean viajar juntas, con el incremento progresivo de países que legalizan el matrimonio igualitario. Como «sitios tolerantes», se convierten en un destino atractivo para extranjeros en cuyos países de origen no regulan al respecto, como también la elección de estos lugares para la celebración de la luna de miel.

## Destinos turísticos homosexuales
Se distinguen dos marcadas modalidades turísticas en la mayoría de los destinos con alta concurrencia gay: turismo urbano y de balnearios. Suelen ser populares los lugares que son permisivos o liberales frente a la comunidad homosexual, tanto la sociedad en sí como por las autoridades pertinentes, en estos lugares hay mayores oportunidades de socializar con otros homosexuales y el relajo efectivo por motivos de seguridad, evitando de esta manera ser víctimas de homofobia.
Es en las grandes ciudades donde se ha desarrollado de mejor manera el turismo gay y aunque no necesariamente, coincide con la existencia de barrios gay dentro de la ciudad, en este caso los municipios suelen trabajar activamente con organizaciones homosexuales locales para fomentar el turismo de esta categoría, darle garantías y mayor seguridad a los visitantes. Escandinavia es uno de los lugares del mundo más desarrollados en lo que a esta modalidad turística se refiere, esto se debe al alto grado de aceptación social hacia el mundo LGBT en Noruega y Suecia, sumado a un punto de vista político y religioso liberal frente a la homosexualidad en estos países, permitiendo el matrimonio igualitario entre otros aspectos. Por otra parte, la aerolínea escandinava Scandinavian Airlines System, se convirtió en la primera línea aérea europea en crear programas exclusivos para el público homosexual, mientras que en América Latina, en 2011 la chilena Lan Airlines fue la primera en crear una sección para gays y lesbianas.
El turismo homosexual también puede coincidir con eventos especiales de la comunidad LGBT como marchas de orgullo gay, desfiles, festivales, conciertos, conferencias y competiciones tanto a nivel nacional como internacional, tales como en el ámbito deportivo los Gay Games y World Outgames, asimismo los concursos de belleza Míster Gay Mundo, Míster Gay Europa o Mister Gay Chile.

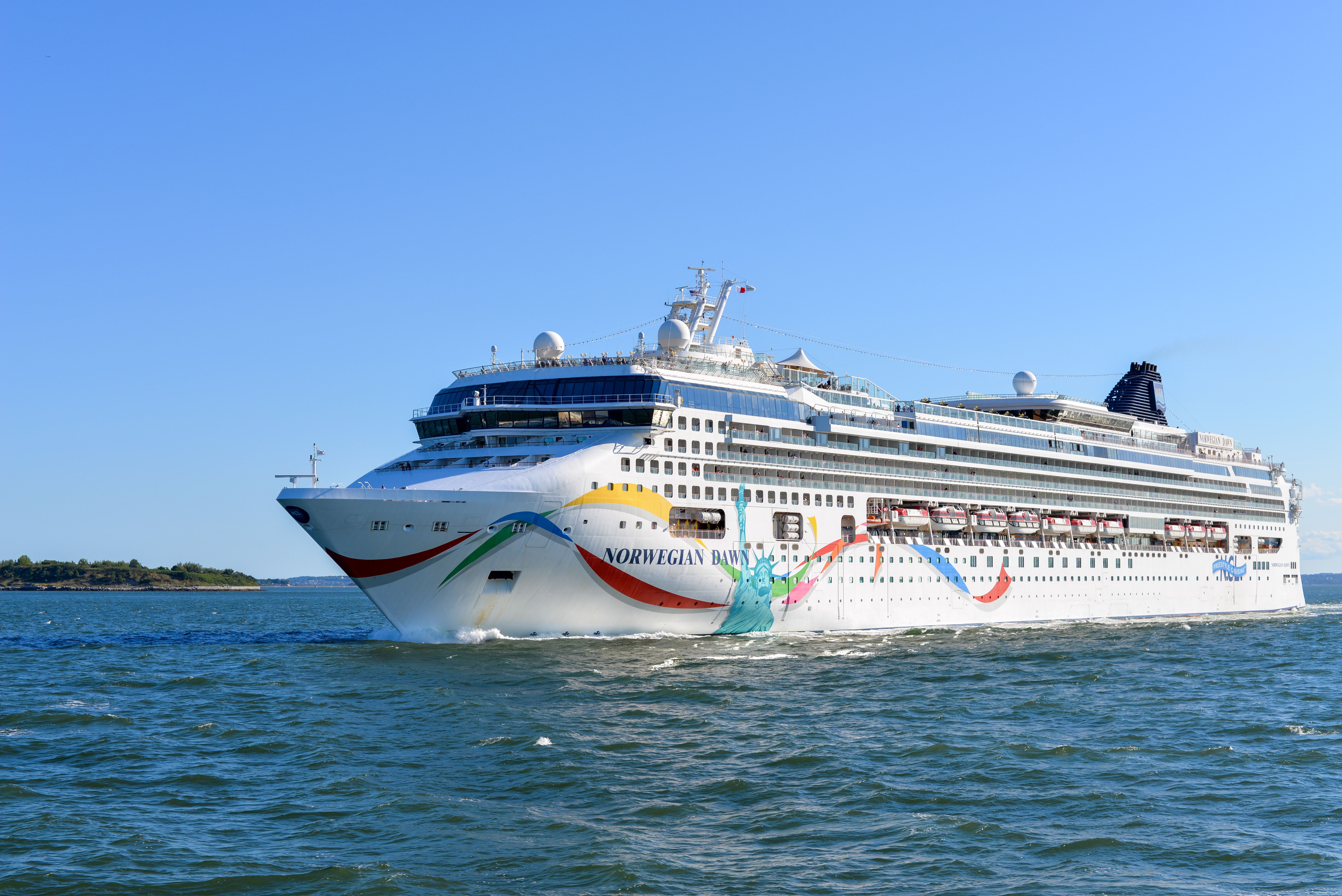
El crucero «Norwegian Dawn» es de uso frecuente para parejas gais y familias homoparentales

La industria de los cruceros LGBT ha experimentando un período de crecimiento significativo, se pueden encontrar viajes exclusivos para gais solteros y en pareja por el Mar Báltico, Mar Mediterráneo, Hawái, Oceanía y el Caribe entre otros destinos. En 2003, la actriz estadounidense Rosie O'Donnell fundó R Family Vacations, la primera compañía de cruceros destinada exclusivamente a familias homoparentales, enfocada en actividades recreativas para los hijos y la celebración de bodas a bordo del Norwegian Dawn, barco de la Norwegian Cruise Line.
Fue en Filadelfia, Estados Unidos, donde se realizó la primera investigación a un destino específico para aprender y observar el impacto acerca de los viajes gay en una ciudad determinada, además fue allí donde se transmitió por primera vez en televisión un comercial dirigido específicamente a los profesionales del turismo homosexual.

## Lista de principales destinos gay

### Europa
- Copenhague, Dinamarca.
- Niza, Francia.
- París, Francia.
- Avoriaz, Francia.
- Salleles d'Aude, Francia.
- Berlín, Alemania.
- Colonia, Alemania.
- Barcelona, España.
- Madrid, España.
- Ibiza, España.
- Sitges, España.
- Benidorm, España.
- Torremolinos, España.
- Gran Canaria, España.
- Tenerife, España.

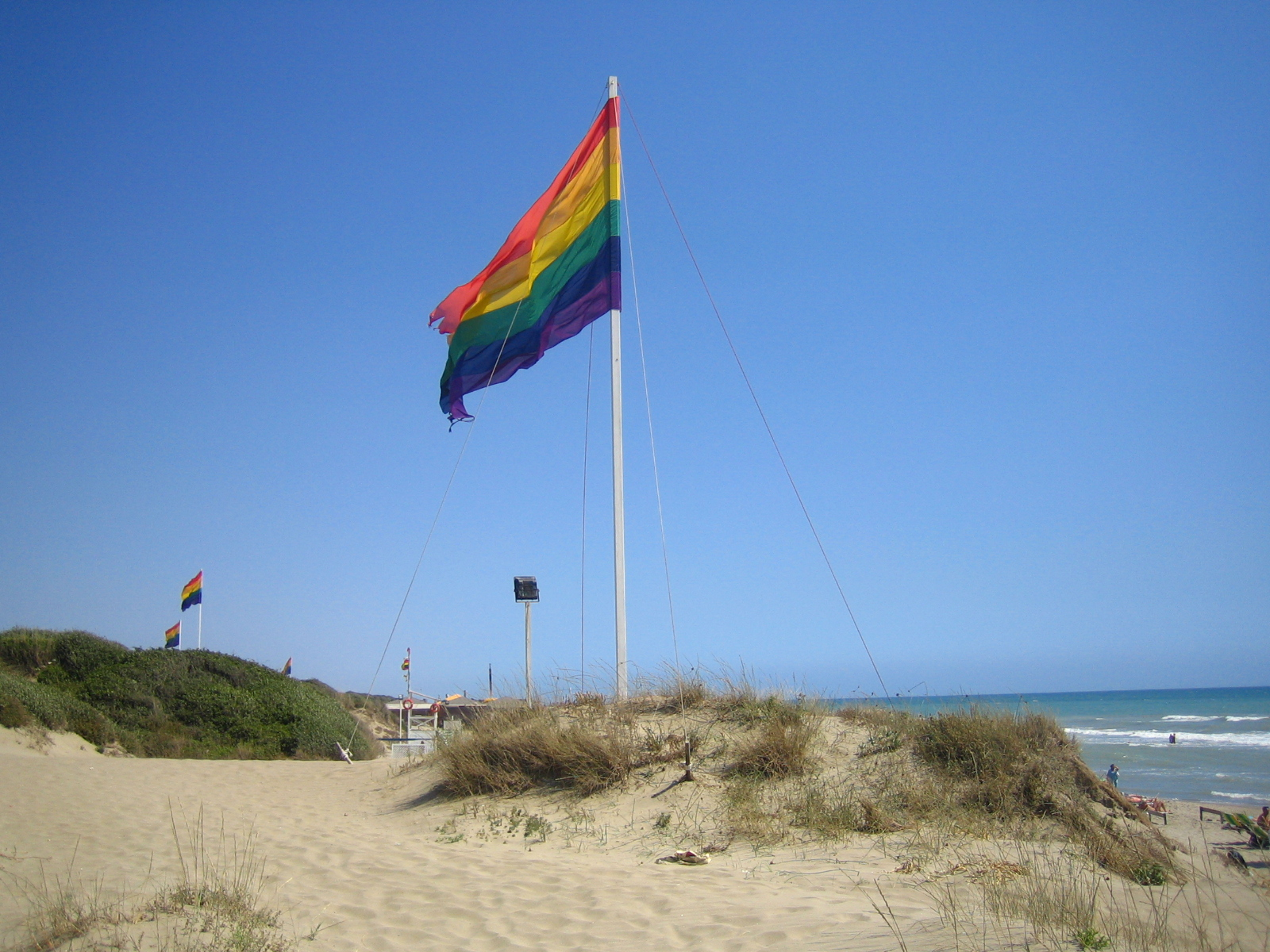
Banderas LGBT flameando en Capocotta, una playa gay del Mediterráneo

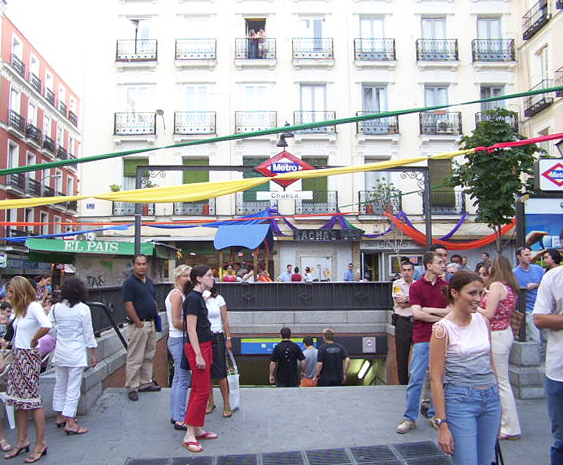
El barrio de Chueca en Madrid es un famoso barrio gay de Europa

- Costa de Caparica, Portugal
- Estambul, Turquía.
- Izmir, Turquía.
- Ámsterdam, Países Bajos.
- Oslo, Noruega.
- Londres, Reino Unido.
- Mánchester, Reino Unido.
- Brighton, Reino Unido.
- Newcastle upon Tyne, Reino Unido.
- Liverpool, Reino Unido.
- Roma, Italia.
- Milán, Italia.
- Bolonia, Italia.
- Noto, Italia.
- Rímini, Italia.
- Taormina, Italia.
- Venecia, Italia.
- Estocolmo, Suecia.
- Helsinki, Finlandia.
- Praga, República Checa.
- Mykonos, Grecia.
- Viena, Austria.

### Oriente Medio
- Tel Aviv, Israel[8]
- Beirut, Líbano.

### Sudamérica y Caribe

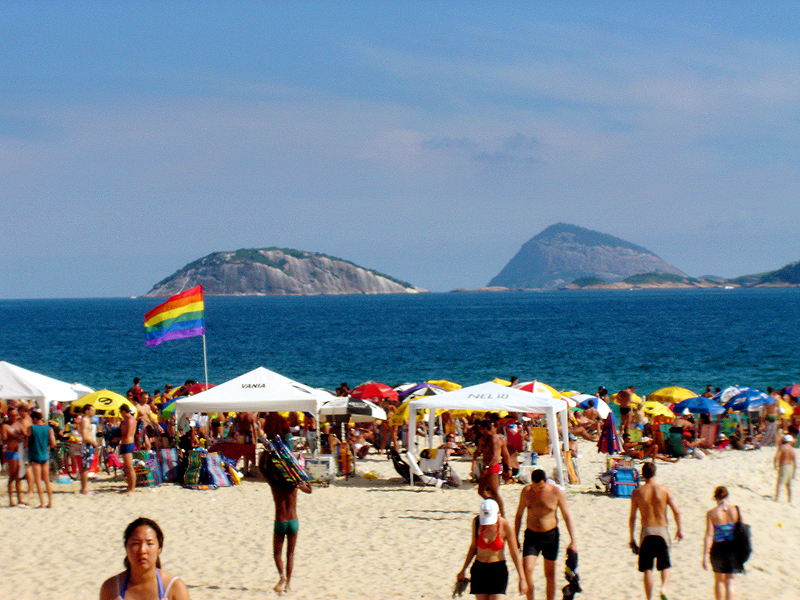
El «Sector Gay» de la Playa de Ipanema, en Río de Janeiro.

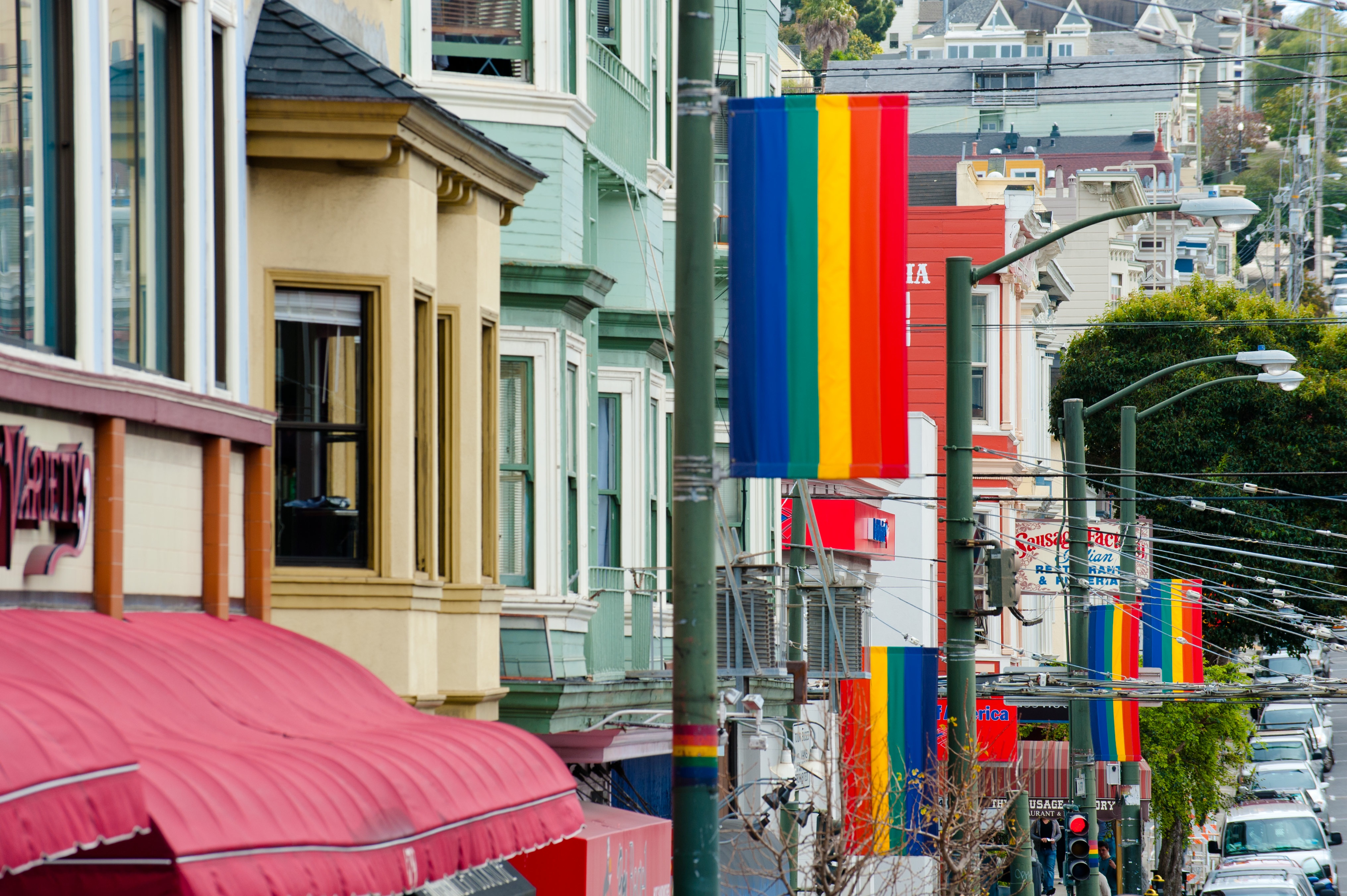
Castro (San Francisco).

- Curazao, Antillas Neerlandesas.
- Buenos Aires, Argentina.
- San Carlos de Bariloche, Argentina
- Rosario, Argentina.
- Córdoba, Argentina.
- Mar del Plata, Argentina.
- Mendoza, Argentina.
- Río de Janeiro, Brasil.
- Fortaleza, Brasil.
- São Paulo, Brasil.
- Salvador de Bahía, Brasil.
- Florianópolis, Brasil.
- Santiago de Chile, Chile.[9]
- Pucón, Chile.
- Valparaíso, Chile.
- Bogotá, Colombia.
- Cartagena de Indias, Colombia.
- Medellín, Colombia.
- Guayaquil, Ecuador.
- Quito, Ecuador.
- Baños, Ecuador.
- Heredia, Costa Rica.
- Jacó, Puntarenas Costa Rica.
- Manuel Antonio, Puntarenas, Costa Rica.
- San José, Costa Rica.
- Las Tablas, Panamá.
- Ciudad de Panamá, Panamá
- Iquitos, Perú.
- Montevideo, Uruguay.
- Punta del Este, Uruguay.
- Valencia, Venezuela
- Caracas, Venezuela
- Barquisimeto, Venezuela
- La Habana, Cuba
- Varadero, Cuba

### Norteamérica y Oceanía
- Ciudad de México, México,
- Cancún, México,
- Playa del Carmen, México,
- Veracruz, México,
- Guadalajara, México,
- Puerto Vallarta, México.
- Nueva York. (ciudad con mayor número de homosexuales del país)
- San Francisco, California. (ciudad con mayor porcentaje de homosexuales en relación con el total de la población)
- Los Ángeles, California.
- Seattle, Washington.
- Chicago, Illinois.
- Fort Lauderdale,  Florida.
- Toronto, Canadá.
- Montreal, Canadá.
- Quebec, Canadá.
- Vancouver, Canadá.
- Sídney, Australia.